# 崔時亨
崔時亨（1827年—1898年），原名崔慶翔，號海月，庆尚道庆州郡人，是朝鮮王朝末期東學黨的第二代領袖。

## 生平
崔時亨本貫慶州崔氏，是崔宗秀之子。崔时亨自幼孤贫，四处做工。1861年加入東學黨，後成為東學黨第一弟子。东学党，也称东学道，为对抗西学（基督教）、宣传东方哲学思想。1863年称“北方接主”。1864年，第一代教主崔濟愚被處決後，成為第二代教主。曾潜赴南方各郡传教，并收集整理崔济愚遗作，编成《东经大典》和《龙潭遗词》。因避官府镇压，1885年把总部迁至忠清南道，曾在汉城组织集会，抗议官府暴行，反对日本侵略。
1892年，崔時亨在全州發起運動，要求朝鮮朝廷為崔濟愚平反，被魚允中、洪啟薰領兵驅散。1894年，全琫準率领农民军队在全罗道古阜郡舉兵，反對朝廷統治。湖西地區的徐璋玉也舉兵響應。崔時亨並不支持這次起義，認為這是對國家不忠。他求稳怕乱，极力反对起义扩大发展。東學黨起義被鎮壓後，崔時亨遭到通緝，不久在原州被逮捕，處決于汉城，其弟子孫秉熙繼任教主。